# Тайны исповеди
Тайны исповеди (англ. True Confessions) — американский художественный фильм 1981 года режиссёра Улу Гросбарда, экранизация произведения Джона Грегори Данна.

## Сюжет
Роберт Де Ниро и Роберт Дюваль играют роли двух братьев, ищущих таинственного убийцу, чья жестокость не укладывается в рамки обычного понимания — тело жертвы разрезано пополам.
Расследуя это зверское убийство юной проститутки, офицер полиции Том приезжает в город, где живёт его брат — священник монсеньор Десмонд Спелласи. В деле оказываются замешанными самые уважаемые люди города, жертвующие огромные деньги на благотворительность и церковь.
Так или иначе, но и священник, и полицейский тоже втягиваются в эту грязную игру, где запах денег отравляет души всех смертных.

## В ролях
- Роберт Дюваль — детектив Том Спелласи
- Роберт Де Ниро — монсеньор Десмонд Спелласи
- Чарльз Дёрнинг — Джек Амстердам
- Сайрил Кьюсак — кардинал
- Бёрджесс Мередит — монсеньор Фарго
- Кеннет Макмиллан — детектив Фрэнк Кротти
- Эд Фландерс — Дэн Кампион

## Премии и награды
Роберт Дюваль награждён за этот фильм премией Pasinetti Award, в номинации лучший актёр.